# Mahamat Saleh Daoussa Haggar
Mahamat Saleh Daoussa Haggar, né le 7 novembre 1978 à Iriba, est un mathématicien et universitaire tchadien. Il est président de l'université de N'Djaména depuis le 29 novembre 2019.

## Biographie

### Formation
Mahamat Saleh Daoussa Haggar a étudié au Burkina Faso et est titulaire d'un doctorat de l'université Cheikh-Anta-Diop de Dakar (Sénégal). Sa thèse, soutenue le 12 janvier 2013, est intitulée Approche numérique des systèmes dynamiques multi-retards : application à un problème d'épidémiologie.

### Carrière
Maître de conférences agrégé par le Conseil africain et malgache pour l'enseignement supérieur (CAMES), il est successivement responsable de la formation doctorale en mathématiques puis directeur du laboratoire de modélisation en mathématiques, informatique et application de l'université de N'Djaména.
Le 29 novembre 2019, il est nommé président de l'université de N'Djaména, succédant à Mahamat Barka,.